# Copycat (chanson)
Pour les articles homonymes, voir Copycat.
Chansons représentant la Belgique au Concours Eurovision de la chanson
O Julissi
(2008) Me and My Guitar
(2010)
Copycat est une chanson du chanteur belge de rockabilly Patrick Ouchène sortie en single le 23 mars 2009.
C'est la chanson représentant la Belgique au Concours Eurovision de la chanson 2009.

## À l'Eurovision

### Sélection
La chanson Copycat interprétée par Patrick Ouchène sous le pseudonyme Copycat est sélectionnée en interne par le radiodiffuseur wallon RTBF pour représenter la Belgique au Concours Eurovision de la chanson 2009 les 12 et 16 mai à Moscou, en Russie.

### À Moscou
Elle est intégralement interprétée en anglais, et non dans une des langues nationales de la Belgique, le choix de la langue étant libre depuis 1999.
Copycat est la troisième chanson interprétée lors de la 1re demi-finale, suivant Aven Romale de Gipsy.cz pour la Tchéquie et précédant Eyes That Never Lie de Petr Elfimov pour la Biélorussie.
À la fin du vote, Copycat obtient 1 point et termine 17e sur 18 chansons,. N'ayant pas terminé parmi les premières neuf places de la demi-finale et n'ayant pas été choisie par les jurys, la chanson belge ne se qualifie pas pour la finale.

## Liste des titres
Toutes les chansons sont écrites et composées par Benjamin Schoos, Jacques Duvall.
| 1. | Copycat                   | 2:58 |
| 2. | Copycat (Remix)           | 4:22 |
| 3. | Copycat (Demix)           | 2:58 |
| 4. | Copycat (version karaoké) | 2:58 |

## Classement hebdomadaire
| Classement (2009)               | Meilleure position |
| ------------------------------- | ------------------ |
| Belgique (Wallonie Ultratip 50) | 21                 |

## Historique de sortie
| Pays     | Date         | Format    | Label         |
| -------- | ------------ | --------- | ------------- |
| Belgique | 23 mars 2009 | CD single | Team 4 Action |